# Marek Izdebski
Marek Izdebski (ur. 29 kwietnia 1958 w Cieszynie) – polski duchowny ewangelicko-reformowany, były superintendent generalny Kościoła Ewangelicko-Reformowanego w RP z tytułem biskupa Kościoła, wiceprezes konsystorza i Synodu Kościoła w latach 2002–2022, członek prezydium i skarbnik główny Polskiej Rady Ekumenicznej. 

## Życiorys
W latach 1977–1983 studiował teologię ewangelicką na Chrześcijańskiej Akademii Teologicznej w Warszawie. Na duchownego Kościoła Ewangelicko-Reformowanego został ordynowany 5 kwietnia 1987. Od 1986 pracuje w parafii w Bełchatowie, w której od 1991 jest proboszczem. W 2002 został wybrany na urząd biskupa Kościoła Ewangelicko-Reformowanego w RP na 10-letnią kadencję. W 2012 został wybrany biskupem Kościoła po raz kolejny.
W latach 2002–2006 był wiceprezydentem obszaru europejskiego Światowego Aliansu Kościołów Reformowanych.
Od ponad 20 lat proboszcz parafii w Bełchatowie. Jest członkiem Komisji Wspólnej Przedstawicieli Rządu RP i Polskiej Rady Ekumenicznej.